# Prosaptia ancestralis
Prosaptia ancestralis är en stensöteväxtart som beskrevs av Edwin Bingham Copeland. Prosaptia ancestralis ingår i släktet Prosaptia och familjen Polypodiaceae. Inga underarter finns listade.